# Пауло Віктор Відотті
Пауло Вітор Мілео Відотті (порт. Paulo Victor Mileo Vidotti; 12 січня 1987, Асіс, штат Сан-Паулу) — бразильський футболіст, воротар клубу «Греміо».

## Біографія

### Ранні роки
Пауло Віктор народився в 1987 році в родині нападника Жезуе Себастьяна Видотті (більш відомого просто як Відотті), який виступав у 1980-ті роки за «Корінтіанс». Пауло почав займатися футболом у команді «Ассісенсе» зі свого рідного міста. У віці 17 років перейшов у «Фламенго», де і продовжив навчання. До основного складу команди став залучатися в 2006 році. 27 вересня 2006 року дебютував за основу в товариському матчі проти «Волти-Редонди». У 2007 році разом з молодіжною командою «Фла» виграв найпрестижніший в Бразилії Молодіжний кубок Сан-Паулу.
У першій половині 2008 року на правах оренди виступав у Лізі Каріока за «Америку» (Ріо-де-Жанейро), де провів свої перші 13 матчів в офіційних дорослих турнірах.
Довгий час залишався четвертим воротарем «Фламенго». У цьому статусі він виграв чемпіонати штату 2007 та 2009 років, а також чемпіонат Бразилії 2009 року, зрідка потрапляючи в заявку на матчі.

### «Фламенго»
У 2010 році команду покинув Дієго, а в червні був заарештований, а потім відправлений у в'язницю за вбивство своєї коханки досвідчений Бруно. Пауло Віктор отримав статус другого воротаря після Марсело Ломба. Дебютував в основному складі рідної команди в матчі останнього туру «Бразілейрау» 5 грудня 2010 року. У гостьовій грі з «Фламенго» зіграв внічию 0:0 з «Сантосом».
У 2011 році склад «червоно-чорних» поповнив Феліпе, але Пауло Віктор зберіг статус другого воротаря. В тому році він зіграв три матчі в Серії A, а також дебютував у міжнародному турнірі. 27 жовтня він зіграв в Сантьяго проти «Універсідад де Чилі» у повторному матчі 1/8 фіналу Південноамериканського кубка. Бразильський клуб поступився 0:1, але Пауло Віктор зіграв набагато краще, ніж Феліпе, який у першому матчі в Ріо-де-Жанейро не тільки пропустив чотири голи в свої ворота, але і відзначився автоголом.
У 2012 році Вандерлей Лушембурго став набагато частіше довіряти Пауло Віктору. Жоель Сантана, що змінив Лушембурго на тренерському містку, повернув в основний склад Феліпе, але у другій половині чемпіонату Пауло Віктор знову став головним воротарем, оскільки у його конкурента була виявлена гарячка денге. Пауло зіграв п'ять матчів у Лізі Каріока, 19 ігор у чемпіонаті Бразилії та два матчі в Кубку Лібертадорес 2012.
У 2013 році Пауло Віктор продовжував боротися за місце основного воротаря. Він зіграв за сезон 16 матчів, включаючи дві гри Кубка Бразилії, завойованого «рубро-негрос».
У 2014 році ПВ-48 остаточно став основним воротарем команди, і залишався у такому статусі майже три сезони. За період виступів за «Фла» відбив в офіційних матчах дев'ять пенальті (п'ять — у чемпіонаті Бразилії і по два в Кубку країни і чемпіонаті штату). 3 вересня 2014 року відбив два удари суперника в післяматчевій серії пенальті в грі 1/8 фіналу Кубка Бразилії проти «Корітіби». «Фламенго» виграв серію з рахунком 3:2 і вийшов у чвертьфінал турніру.
24 січня 2017 року відправився на правах оренди виступати за турецький «Газіантепспор». За півроку в 14 матчах чемпіонату Туреччини пропустив 26 м'ячів. «Газіантепспор» вилетів у другий дивізіон, і в клубу виникла перед бразильцем заборгованість по зарплаті. У червні бразильський воротар повернувся на батьківщину.

### «Греміо»
У липні 2017 року перейшов в «Греміо» з Порту-Алегрі. У дебютному матчі за «триколірних» проти «Атлетіко Мінейро» відбив пенальті, пробитий Робіньйо, чим допоміг своїй команді здобути перемогу з рахунком 2:0. До кінця року новачок зіграв у десяти матчах бразильської Серії A. Пауло Віктор погодився на статус дублера легенди «Греміо» Марсело Грое, який грав у всіх матчах у Кубку Лібертадорес, в той час як Пауло допомагав основному воротарю відпочивати в матчах чемпіонату Бразилії в період, коли команда боролася за перемогу в головному континентальному турнірі; при цьому Пауло погодився на дворазове скорочення зарплати в порівнянні з тим, яке у нього було від одного з провідних клубів Туреччини. В результаті 29 листопада «Греміо» зумів в третій раз у своїй історії виграти Кубок Лібертадорес, а Пауло Віктор був дублером по ходу всього плей-офф (включаючи фінал), але на полі не з'являвся.

## Родина
Батько — Жезуе Себастьян Видотті, колишній футболіст, мати — Соланге Мілео Відотті, брати Марсело і Віктор Уго, сестра Марія Вікторія.
Пауло Віктор Видотти одружений з Присцилою Лорейро. В кінці жовтня 2015 року у пари народилася дочка Антонела. Брат Пауло Віктора, Марсело, також був воротарем у футбольній школі «Фламенго», але в результаті вибрав кар'єру зубного лікаря.

## Досягнення
- Чемпіон штату Ріо-де-Жанейро (5): 2007 (не грав), 2009 (не грав), 2011, 2014, 2017
- Переможець Молодіжного кубка Сан-Паулу (1): 2007
- Чемпіон Бразилії (1): 2009 (не грав)
- Володар Кубка Бразилії (1): 2013
- Володар Кубка Лібертадорес (1): 2017 (не грав)
- Переможець Рекопи Південної Америки (1): 2018